# 木村重松
木村 重松（きむら しげまつ）は、浪曲の名跡。

## 初代
木村 重松（1877年12月4日 - 1938年12月2日）は浪曲師。本名は荻村（旧姓・平木） 勘太郎。「阿部川町の師匠」と呼ばれた重松節の名人。
東京神田お玉池の生まれ、8歳で奉公に出て、その後職を転々とし、牛込の石屋に住んでいた14歳の時にまだ名も知られていなかった吉川小繁（後の浪曲中興の祖と言われる桃中軒雲右衛門）の弟子となり吉川繁之助を名乗る。師匠桃中軒雲右衛門は駆け落ちにより東京を離れ不和になり、浪花亭重勝（後の木村重勝）の門下に移る。旅廻りの末25歳で真打の看板を上げる。43歳で浪花節組合の頭取になるほどの看板になる。晩年実子に2代目重松を名乗らせ、自らは師匠の名・2代目重勝を襲名した。
得意演目は「新蔵兄弟」「大岡政」「岐阜の弥太郎」「吉田宿の焼打ち」「相馬大作」「豊川利生記」「安中草三」「慶安太平記」等持ちネタも多い。阿部川町に住んでいたため「阿部川町の師匠」と呼ばれた。
飄逸なエピソードが多く残されている。
姉は曲師の木村八重子。弟子には二代目のほか、木村松太郎などがいる。
取り上げた作品に、正岡容「浪花節更紗」がある（玉川奈々福が浪曲化）
著作に『重松の浪曲四十年』があった。

## 2代目
木村 重松（1904年6月10日 - 1966年7月4日）本名は荻村善四郎。
初代の実子。東京浅草の生まれ、7歳から父の元で手解きを受け重丸から重若丸、1934年に父が2代目重勝を襲名にあたって2代目重松を襲名。低音が特徴。『浪曲天狗道場』の審判を当初務めた（のちに相模太郎が務め、名物となる）。